# 2025 en Ukraine
Chronologie de l'Ukraine
- 2021
- 2022
- 2023
- 2024
- 2025
- 2026
- 2027
- 2028
- 2029

Cette page concerne les évènements survenus en 2025 en Ukraine :

## Événements
- Guerre du Donbass  (depuis 2014)
- Invasion de l'Ukraine par la Russie  (depuis 2022)
- Attaques ukrainiennes en Crimée (depuis 2022)

### Janvier
- 1er janvier : 
  - interruption du transit de gaz russe par l'Ukraine vers l'Europe[1].
  - l'Ukraine devient le 125e État Partie du Statut de Rome de la Cour pénale internationale[2].
- 8 janvier : 
  - au moins treize civils tués dans un bombardement russe sur la ville de Zaporijjia[3].
  - des drones ukrainiens frappent le dépôt pétrolier Kristall à Engels en russie et provoque un incendie[4].
- 9 janvier : nouvelle aide militaire de 500 millions de dollars (485 millions d'euros) des États-Unis, augmentée d'une livraison de 30 000 drones de la part d'une coalition internationale composée du Royaume-Uni, du Danemark, des Pays-Bas, de la Lettonie et de la Suède[5].
- 10 janvier : un accord entre l'Ukraine et la Pologne autorise l'exhumation des victimes du massacre de Volhynie[6].
- 11 janvier : deux soldats nord-coréens sont capturés dans la partie de l'oblast de Koursk occupée par les forces ukrainiennes en Russie ; ce qui apporte la preuve de l'engagement de la Corée du Nord dans la guerre Russo-ukrainienne[7].
- 15 janvier : nouveaux bombardements massifs russes sur les infrastructures énergétiques ukrainiennes[8].
- 16 janvier : 
  - l'Ukraine et le Royaume-Uni signent un accord de partenariat sécuritaire sur 100 ans[9].
  - l'armée ukrainienne affirme avoir infligé d'importants dégâts dans un dépôt pétrolier russe de Liski dans la région de Voronej[10].
- 18 janvier : une attaque russe tue trois personnes dans le district de Chevtchenkivskyi à Kiev[11].
- 21 janvier :le président Zelensky signe un accord de défense mutuelle pour 10 ans avec l'Albanie[12].

### Février
- 1er février : quinze personnes sont tuées dans des frappes russes dans le centre et l'est de l'Ukraine[13].
- 4 février : une frappe russe sur Izioum fait cinq morts et une cinquantaine de blessées[14].
- 6 février : la France livre des Mirage 2000 à l'Ukraine[15].
- 13 février : un drone russe endommage la centrale nucléaire de Tchernobyl[16].

### Mars
- 4 mars : l'administration Trump annonce la suspension de l'aide militaire à l'Ukraine[17].
- 5 mars : une attaque russe sur un hôtel dans la ville de Kryvyï Rih fait quatre morts et des dizaines de blessées dont 14 dans un état grave[18].
- 7 mars : 
  - première utilisation ukrainienne des Mirage 2 000 livrés par la France quelques semaines plus tôt[19].
  - des frappes russes nocturnes font au moins 11 morts à Dobropillia, trois à Kharkiv et de nombreux blessés[20].
- 12 mars : quatre civils sont tués sur le port d'Odessa par une frappe russe[21].

### Avril
- 13 avril : des frappes russes tuent plus de 30 personnes à Soumy[22].

### Mai
- 8 mai : ratification par le parlement ukrainien sur l'exploitation de ressources minières en Ukraine par les États-Unis[23].
- 23 mai : début d'échange jusqu'à mille prisonniers à parité convenu sur plusieurs jours entre l'Ukraine et la Russie[24].
- 24 et 25 mai : deux attaques massives de drones et missiles russes sur Kiev et l'ensemble du territoire ukrainien font au moins treize morts et de nombreux blessés[25].

### Juin
- 17 juin : les forces russes lancent un total de 440 drones et 32 missiles sur Kiev, endommageant des bâtiments et des installations publiques, tuant 15 personnes, et en blessant des dizaines d'autres[26].

### Juillet
- 17 juillet : Ioulia Svyrydenko remplace Denys Chmyhal au poste de Premier ministre d'Ukraine et son gouvernement entre en fonction.